# الوند
کوه الوند، مشهورترین قله از قله‌های کوهستان الوند است که در رشته کوه زاگرس واقع شده است، دلیل نامگذاری سلسله جبال الوند، به علت وجود این قلهٔ باشکوه و حماسی است. قلهٔ الوند ۳۴۵۰ متر ارتفاع دارد و یکی از ۱۰۱ قله بسیار برجسته جهان به‌شمار می‌رود این کوه در فاصله صخرهٔ بزرگی است که بر شهر همدان  سایه افکنده‌است. این قله دارای شکافی کوچک و گود بوده که با اندکی صخره‌نوردی می‌توان به آن دست یافت. برخی عقیده دارند که این شکاف آرامگاه سام پسر نوح است. زیبایی و شکوه کوهستان الوند و به‌طور ویژه «شیر خفته» آن که نماد فریبنده قله «الوند» است، بهار، تابستان یا زمستان ندارد. در هر فصل از سال، حسی اغواگرانه و وسوسه‌انگیز را به کوهنوردان و طبیعت‌دوستان منتقل می‌کند. راه صعود به این قله از مسیر دره گنج‌نامه، کیوارستان، میدان میشان و تخت نادر و کلاغ لان است. در میدان میشان پناهگاه برای استراحت کوهنوردان وجود دارد.
این کوه را در متون پهلوی، «اروند» و در اوستا «ائورونت» درج کرده‌اند. در خصوص وجه‌تسمیه این نام گویند شخصی در آن کوه مدفون است که نام او «اروند» بوده‌است و کوه نیز به همین نام نامگذاری کرده‌اند.

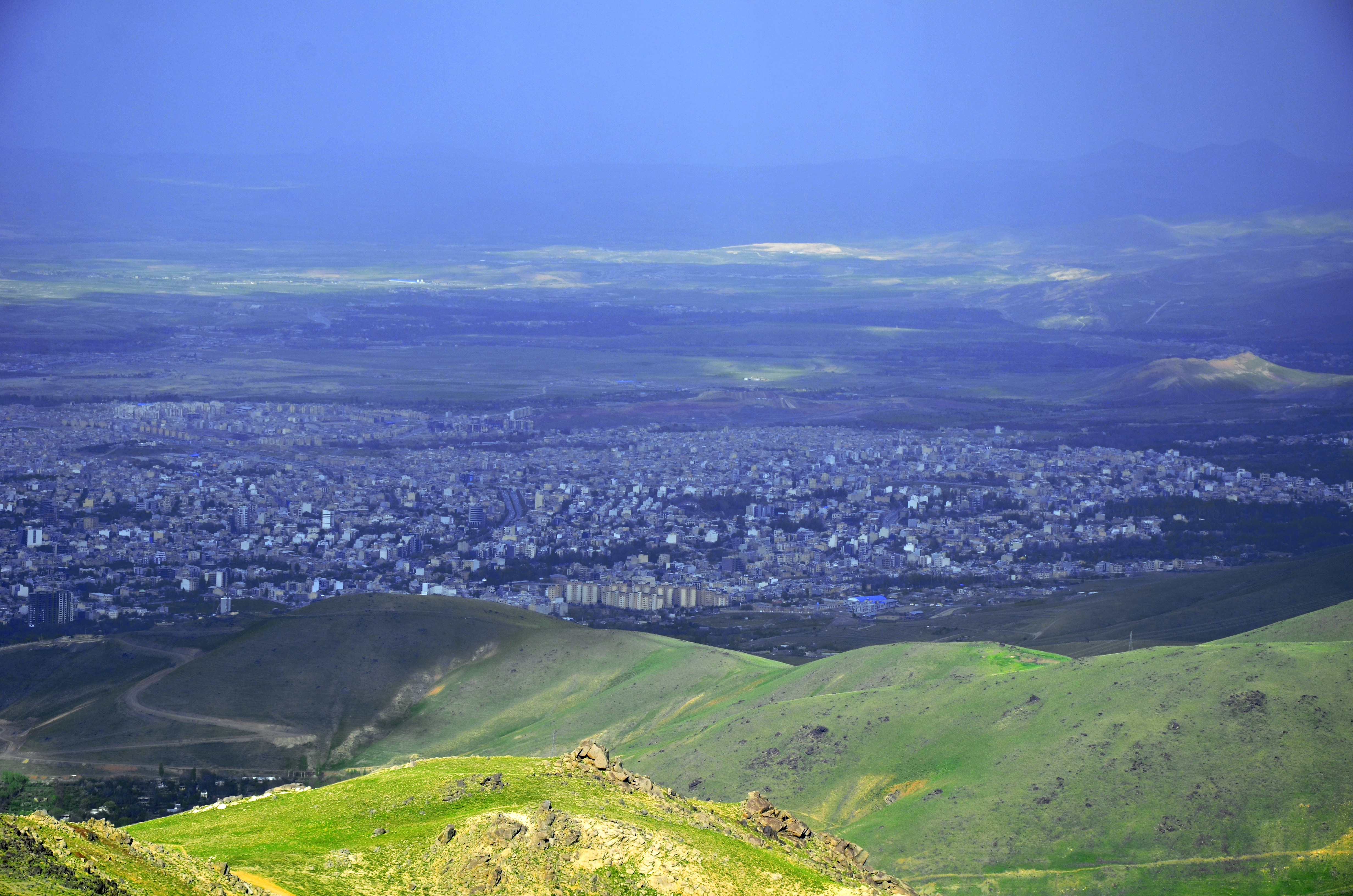
دورنمای شهر همدان از قلهٔ الوند

## نگارخانه

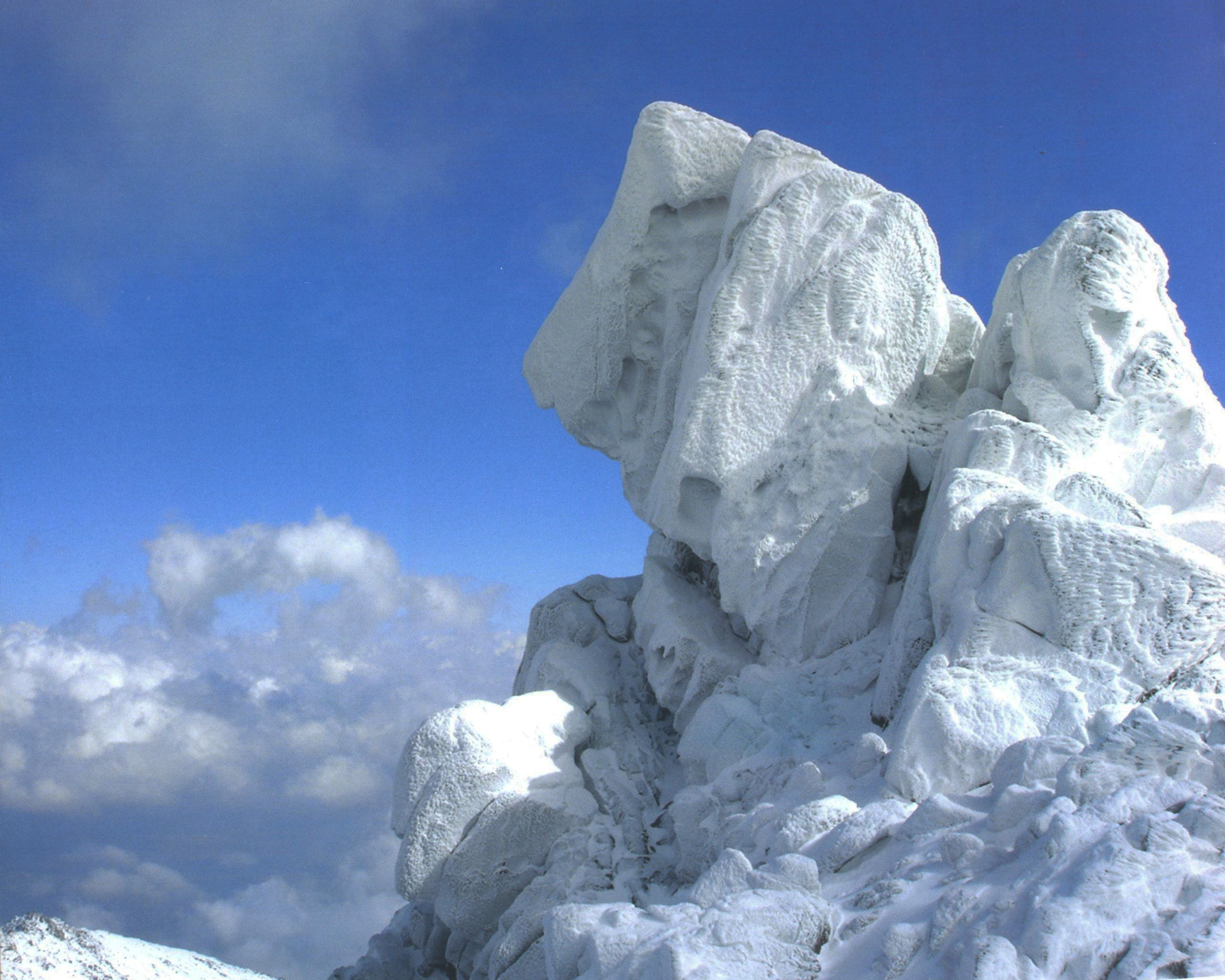
قلهٔ الوند در زمستان
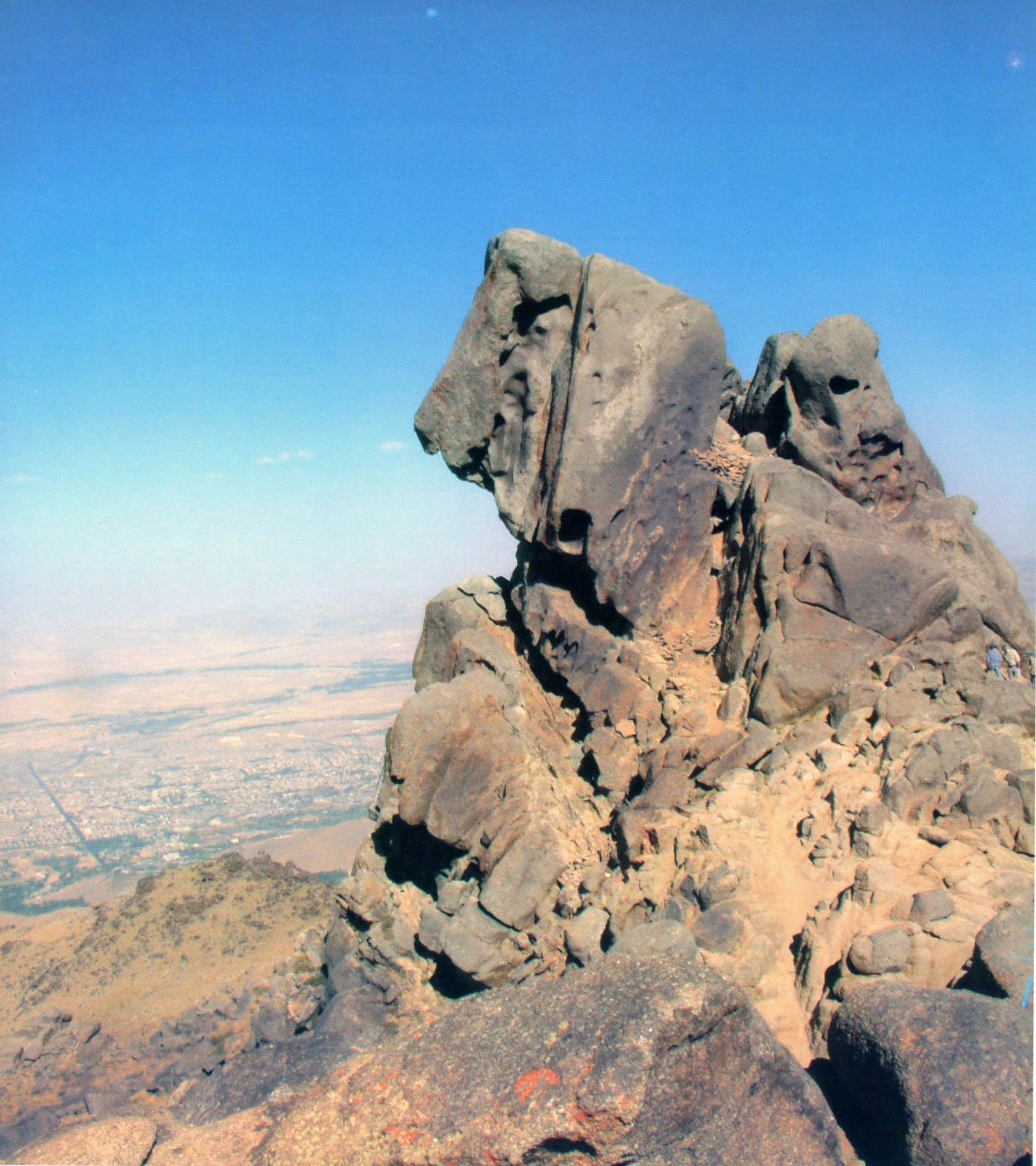
قلهٔ الوند در تابستان
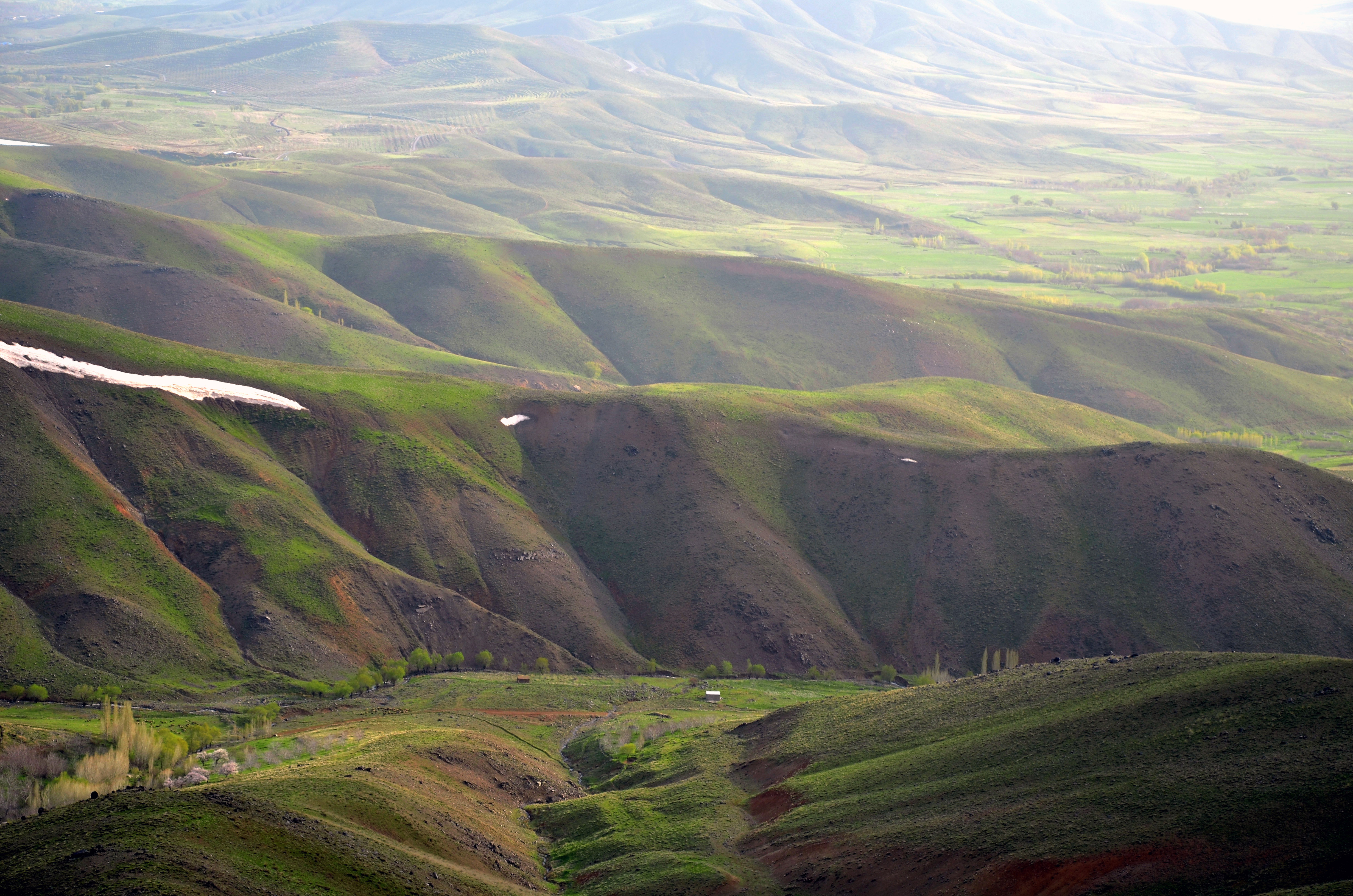
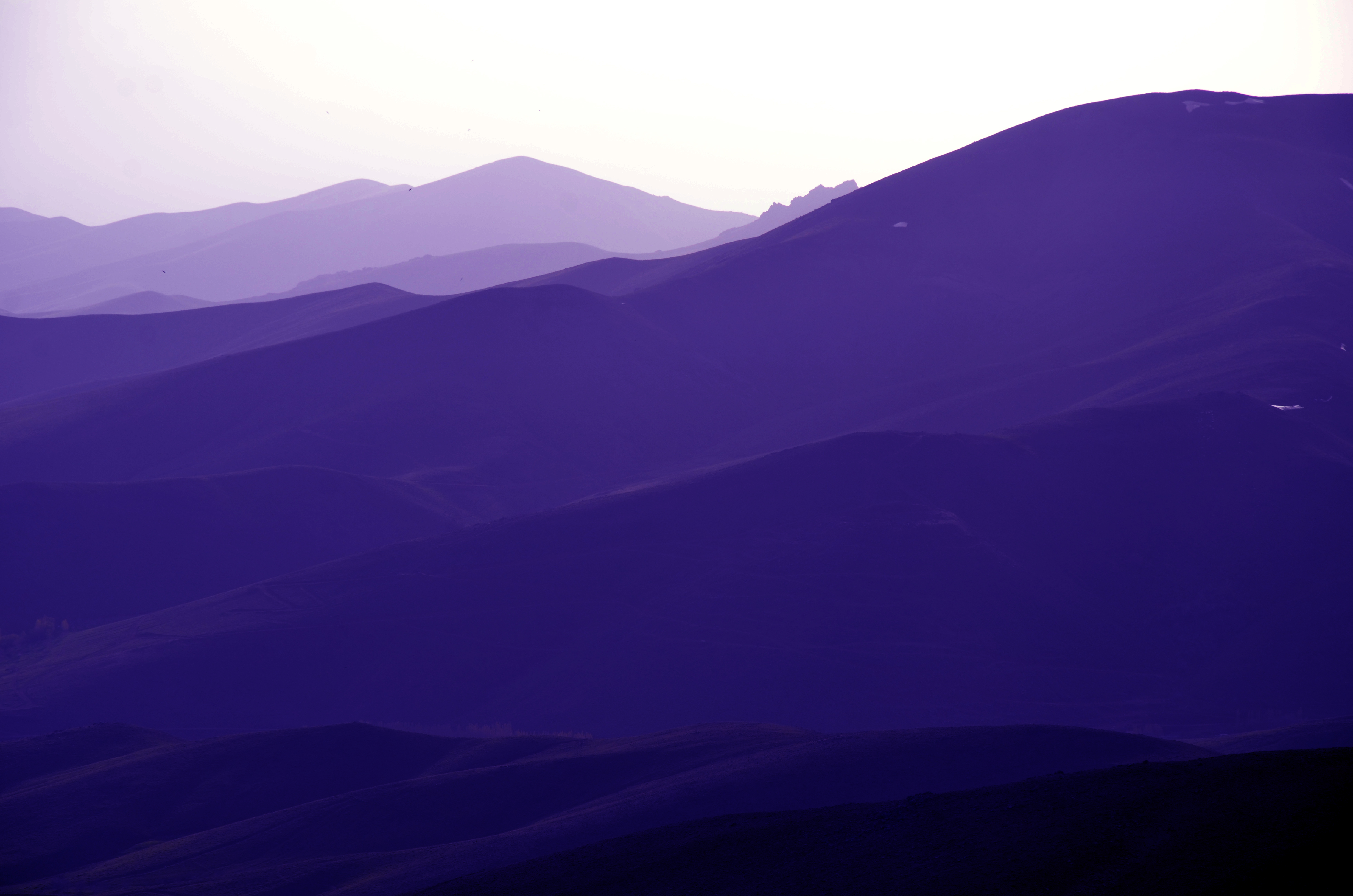
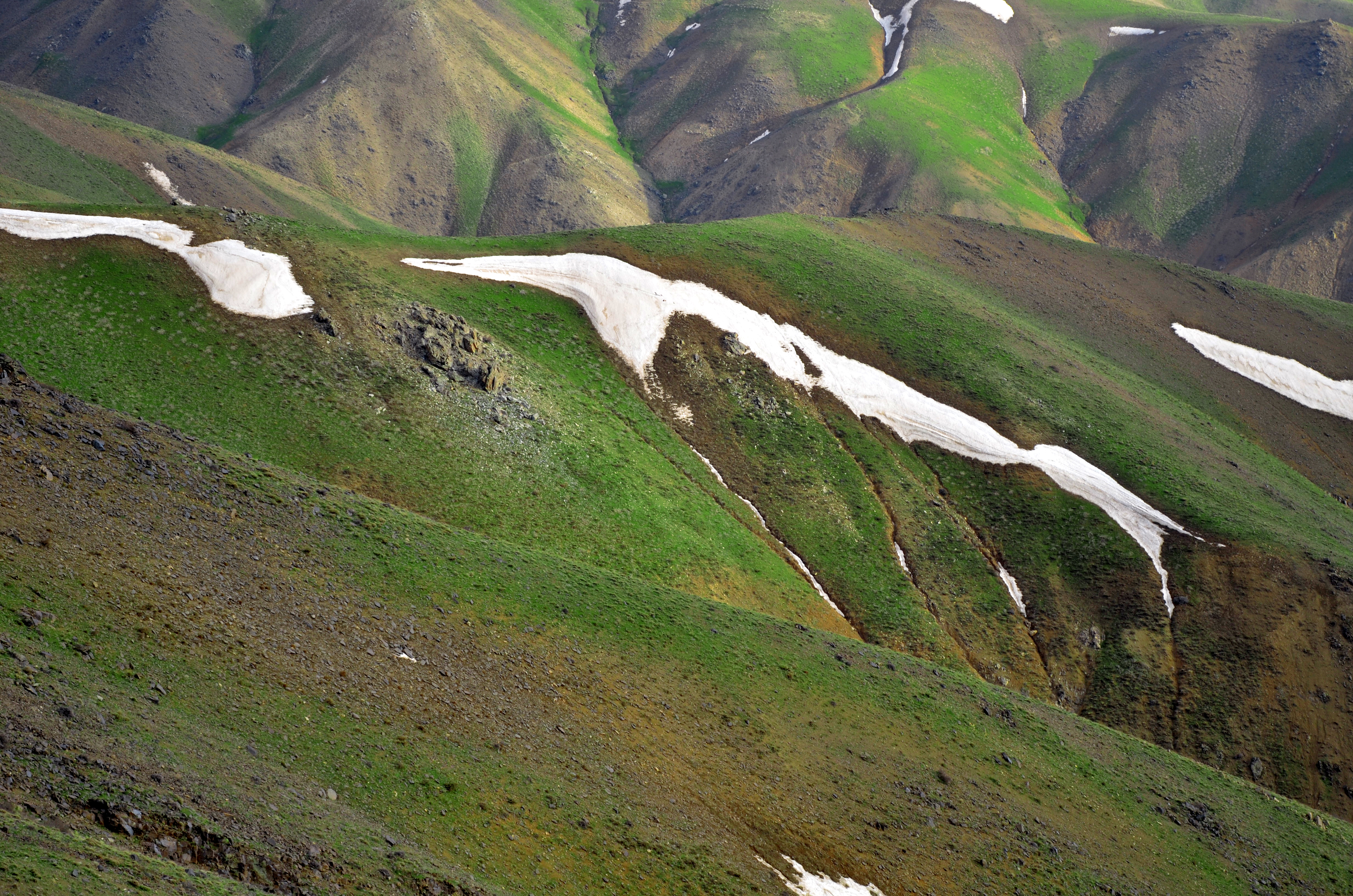